# قائمة المناطق البيئية في سوريا
هذه قائمة بالمناطق البيئية الموجودة في سوريا بحسب ما أورده الصندوق العالمي للطبيعة.

## المناطق البيئية الأرضية
تقع سوريا ضمن نطاق المنطقة القطبية الشمالية القديمة. وتشمل المناطق البيئية المُدرجة في سوريا حسب المنطقة الأحيائية ما يلي:

### المنطقة القطبية الشمالية القديمة

#### غابات البحر الأبيض المتوسط، والغابات الحرجية، والشجيرات
- غابات الصنوبريات عريضة الأوراق في شرق البحر الأبيض المتوسط
- غابات الصنوبريات الجبلية والنفضية في جنوب الأناضول

#### الصحاري والأراضي الشجيرية الجافة
- سهوب الشرق الأوسط
- صحراء شجيرات بلاد ما بين النهرين

## المناطق البيئية للمياه العذبة
- المناطق الداخلية العربية
- ساحل بلاد الشام
- نهر الأردن
- أدنى نهري دجلة والفرات
- نهر العاصي
- أعالي نهري دجلة والفرات

## المناطق البيئية البحرية
- البحر الشامي: يقع جزء من إقليم البحر الأبيض المتوسط البحري ضمن النطاق البحري المعتدل لشمال المحيط الأطلسي